# Santa Luċija Football Club
Il Santa Luċija Football Club è una società calcistica maltese con sede nella cittadina di Santa Lucia.
Nella stagione 2024-25 milita nella Challenge League, la seconda serie del campionato maltese.

## Storia
Il club, fondato nel 1974, ha nel 2019 raggiunto per la prima volta nella sua storia il diritto a militare nella Premier League maltese, dopo la vittoria nello spareggio promozione contro il St. Andrews. Nella stagione 2021-2022 ha raggiunto la semifinale della Coppa di Malta per la prima volta nella sua storia.

## Organico

### Rosa 2022-2023
Aggiornata al 5 marzo 2023.
| N. |                           | Ruolo | Calciatore              |
| -- | ------------------------- | ----- | ----------------------- |
| 1  | Malta (bandiera)          | P     | Matthew Calleja Cremona |
| 2  | Malta (bandiera)          | D     | Matthias Vella          |
| 3  | Capo Verde (bandiera)     | D     | Lorenzo Fonseca         |
| 4  | Malta (bandiera)          | D     | Michael Johnson         |
| 5  | Paesi Bassi (bandiera)    | D     | Thomas Rier             |
| 6  | Malta (bandiera)          | D     | Nicolas Pulis           |
| 8  | Romania (bandiera)        | C     | Binu Bairam             |
| 9  | Curaçao (bandiera)        | A     | Meghon Valpoort         |
| 10 | Costa d'Avorio (bandiera) | C     | Liam Ayad               |
| 12 | Malta (bandiera)          | P     | Dylan Ciappara          |
| 13 | Brasile (bandiera)        | D     | Diego                   |
| 14 | Malta (bandiera)          | C     | Jan Tanti               |
| 15 | Malta (bandiera)          | D     | Dexter Xuereb           |
| 17 | Malta (bandiera)          | D     | Jurgen Pisani           |
| 18 | Malta (bandiera)          | C     | Emerson Camilleri       |

| N. |                        | Ruolo | Calciatore        |
| -- | ---------------------- | ----- | ----------------- |
| 20 | Brasile (bandiera)     | A     | Léo Bahia         |
| 21 | Malta (bandiera)       | D     | Jamie Carbone     |
| 22 | Malta (bandiera)       | C     | Jamie Zerafa      |
| 24 | Malta (bandiera)       | D     | Liam McKay        |
| 27 | Argentina (bandiera)   | A     | Miguel Alba       |
| 28 | Paesi Bassi (bandiera) | D     | Zvi Jie           |
|    | Malta (bandiera)       | D     | Sheldon Mizzi     |
|    | Ucraina (bandiera)     | A     | Robert Hehedosh   |
|    | Colombia (bandiera)    | A     | Érick Moreno      |
|    | Ucraina (bandiera)     | C     | Yevgeniy Terzi    |
|    | Brasile (bandiera)     | C     | Rodolfo Soares    |
|    | Malta (bandiera)       | A     | Kyrian Nwoko      |
|    | Malta (bandiera)       | D     | Romario Camilleri |
|    | Malta (bandiera)       | P     | Isaac Falzon      |
|    | Giappone (bandiera)    | P     | Makoto Kikushima  |

### Rosa 2021-2022
Aggiornata al 22 agosto 2021.
| N. |                     | Ruolo | Calciatore           |
| -- | ------------------- | ----- | -------------------- |
| 2  | Malta (bandiera)    | D     | Matthias Vella       |
| 4  | Brasile (bandiera)  | D     | André Fausto         |
| 5  | Malta (bandiera)    | D     | Jurgen Pisani        |
| 6  | Malta (bandiera)    | D     | Nicolas Pulis        |
| 8  | Brasile (bandiera)  | C     | Leandro Motta        |
| 9  | Slovenia (bandiera) | C     | Vito Plut            |
| 10 | Brasile (bandiera)  | A     | Alan                 |
| 11 | Brasile (bandiera)  | A     | Léo Bahia            |
| 12 | Malta (bandiera)    | P     | Christopher Farrugia |
| 14 | Malta (bandiera)    | C     | Jan Tanti            |
| 16 | Malta (bandiera)    | P     | Isaac Falzon         |

| N. |                                | Ruolo | Calciatore            |
| -- | ------------------------------ | ----- | --------------------- |
| 17 | Brasile (bandiera)             | D     | Victor Luiz           |
| 18 | Saint Kitts e Nevis (bandiera) | P     | Julani Archibald      |
| 21 | Malta (bandiera)               | D     | Jamie Carbone         |
| 22 | Malta (bandiera)               | C     | Jamie Zerafa          |
| 23 | Malta (bandiera)               | C     | Jacques Vella Critien |
| 24 | Malta (bandiera)               | D     | Liam McKay            |
| 27 | Malta (bandiera)               | D     | Andreas Vella         |
| 30 | Malta (bandiera)               | D     | Brady Agius           |
| 98 | Malta (bandiera)               | C     | Kieran Xuereb         |
| 99 | Brasile (bandiera)             | A     | Ronald Makalysten     |